# Ziziphus
Ziziphus är ett släkte av brakvedsväxter. Ziziphus ingår i familjen brakvedsväxter.

## Dottertaxa tillZiziphus, i alfabetisk ordning[1]
- Ziziphus abyssinica
- Ziziphus acuminata
- Ziziphus acutifolia
- Ziziphus affinis
- Ziziphus amole
- Ziziphus andamanica
- Ziziphus angolito
- Ziziphus angustifolius
- Ziziphus apetala
- Ziziphus attopensis
- Ziziphus bidens
- Ziziphus borneensis
- Ziziphus brunoniana
- Ziziphus calophylla
- Ziziphus cambodiana
- Ziziphus celata
- Ziziphus chloroxylon
- Ziziphus cinnamomum
- Ziziphus colombiana
- Ziziphus cotinifolia
- Ziziphus crebrivenosa
- Ziziphus crenata
- Ziziphus cumingiana
- Ziziphus cupularis
- Ziziphus cyclocardia
- Ziziphus djsmuensis
- Ziziphus elegans
- Ziziphus elmeri
- Ziziphus endlichii
- Ziziphus forbesii
- Ziziphus fungii
- Ziziphus funiculosa
- Ziziphus glabrata
- Ziziphus glaziovii
- Ziziphus globularis
- Ziziphus grisebachiana
- Ziziphus guaranitica
- Ziziphus guatemalensis
- Ziziphus hajarensis
- Ziziphus hamur
- Ziziphus havanensis
- Ziziphus havilandii
- Ziziphus hoaensis
- Ziziphus horrida
- Ziziphus hutchinsonii
- Ziziphus incurva
- Ziziphus javanensis
- Ziziphus joazeiro
- Ziziphus jujuba
- Ziziphus kunstleri
- Ziziphus lauii
- Ziziphus lenticellatus
- Ziziphus leucodermis
- Ziziphus lloydii
- Ziziphus lotus
- Ziziphus lucida
- Ziziphus macrophylla
- Ziziphus mairei
- Ziziphus mauritiana
- Ziziphus melastomoides
- Ziziphus mexicana
- Ziziphus microdictya
- Ziziphus mistol
- Ziziphus montana
- Ziziphus mucronata
- Ziziphus napeca
- Ziziphus nummularia
- Ziziphus obovata
- Ziziphus obtusifolia
- Ziziphus oenopolia
- Ziziphus oligantha
- Ziziphus ornata
- Ziziphus otanesii
- Ziziphus oxyphylla
- Ziziphus palawanensis
- Ziziphus papuanus
- Ziziphus parryi
- Ziziphus pernettyoides
- Ziziphus piurensis
- Ziziphus platyphylla
- Ziziphus poilanei
- Ziziphus pubescens
- Ziziphus pubiflora
- Ziziphus pubinervis
- Ziziphus quadrilocularis
- Ziziphus reticulata
- Ziziphus rhodoxylon
- Ziziphus rignonii
- Ziziphus rivularis
- Ziziphus robertsoniana
- Ziziphus rubiginosa
- Ziziphus rugosa
- Ziziphus saeri
- Ziziphus sarcomphalus
- Ziziphus seleri
- Ziziphus spina-christi
- Ziziphus strychnifolia
- Ziziphus subquinquenervia
- Ziziphus suluensis
- Ziziphus talanai
- Ziziphus taylorii
- Ziziphus thyrsiflora
- Ziziphus timoriensis
- Ziziphus trinervia
- Ziziphus truncata
- Ziziphus undulata
- Ziziphus urbanii
- Ziziphus williamii
- Ziziphus xiangchengensis
- Ziziphus xylopyrus
- Ziziphus yucatanensis
- Ziziphus zeyheriana